# Kraftwerk Altwürttemberg

Globalaktie über 10000 DM der Kraftwerk Altwürttemberg AG vom Dezember 1975, Blankette

Die Kraftwerk Altwürttemberg AG (KAWAG), gegründet am 14. Dezember 1909 als Elektrizitätswerk Beihingen-Pleidelsheim AG (Wasserkraftwerk Pleidelsheim), war ein Energieversorgungsunternehmen mit Sitz in Ludwigsburg. Am 30. April 1913 erfolgte die Umbenennung in Kraftwerk Altwürttemberg AG. 
Im Juni 2001 schloss sich die KAWAG mit dem Überlandwerk Achern, der Kraftversorgung Rhein-Wied AG, dem Elektrizitätswerk Bad Homburg, der Rheingau Elektrizitätswerke GmbH und der Main-Kraftwerke AG (MKW) zur Süwag Energie AG zusammen. Mehrere Gesellschaften mit der Bezeichnung Kawag bestehen innerhalb des Süwag-Konzerns weiter.